# Sinbad
David Adkins (Benton Harbor, Michigan, 1956. november 10. –) ismertebb nevén Sinbad amerikai stand-up komikus, színész.
A Comedy Central 2004-es "Minden idők legjobb stand-up komikusai" listáján a 78. helyet szerezte meg. 2006-ban a Maxim magazin a "valaha volt legrosszabb komikusnak" nevezte.

## Élete
Louise és Dr. Donald Beckley Adkins gyermekeként született. Öt testvére van: Donna, Dorothea, Mark, Michael és Donald. Apai nagyanyja ír felmenőkkel rendelkezett. A Benton Harbor High School tanulójaként 1974-ben érettségizett. 1974-től 1978-ig a Denveri Egyetem tanulója volt.
Művésznevét Szindbádról, a tengerészről kapta. Stand-upos karrierjét a Star Search című tehetségkutató műsorban kezdte. A Dennis Miller elleni fordulót megnyerte, és egészen a döntőig jutott, de végül kikapott John Kassirtól.
Televíziós karrierjét A Different World című sorozatban kezdte. Karrierje alatt olyan filmekben és sorozatokban szerepelt illetve szinkronizált, mint a Hamm Burger, az Amerikai fater vagy a Repcsik.
Ő fedezte fel a 702 nevű lányegyüttest; ő győzte meg a lányok szüleit, hogy elvihesse őket egy zenei versenyre, "Sweeta than Suga" néven.
2009-ben 2.5 millió dolláros adóssággal tartozott Kalifornia államnak. 2010. február 5.-én bejelentették, hogy eladja a dombtetőn lévő házát, hogy kifizethesse az adósságát.

## Apple
Hosszú ideje használja és reklámozza az Apple termékeit, illetve fel is tűnik a cég eseményein, például a Macworldön és a WWDC-n.
Ő volt a 2011-es MacWorld Expo szónoka.

## Magánélete
1985-ben házasodott össze Meredith Fullerrel; két gyerekük van. 1992-ben elváltak, de 2002-ben újból összeházasodtak.
2020 novemberében a családja bejelentette, hogy felépült a stroke-jából.